# Neu Königsaue
Neu Königsaue è una frazione della città tedesca di Aschersleben, nella Sassonia-Anhalt.

Conta (2007) 343 abitanti.

## Storia
Neu Königsaue fu fondata negli anni sessanta del XX secolo per ospitare gli abitanti del centro abitato di Königsaue, distrutto per far posto ad una miniera di carbone.

Neu Königsaue costituì un comune autonomo fino al 1º gennaio 2009.